# Ehretia dunniana
Ehretia dunniana là loài thực vật có hoa trong họ Ehretiaceae. Loài này được H.Lév. mô tả khoa học đầu tiên năm 1912.